# Abus politique de la psychiatrie
L'abus politique de la psychiatrie, appelé aussi psychiatrie punitive,, est l'utilisation abusive de la psychiatrie, y compris le diagnostic, la détention et le traitement, dans le but d'entraver les droits de l'homme d'individus et/ou de groupes dans une société,. En d'autres termes, l'abus de la psychiatrie (y compris à des fins politiques) est l'action délibérée de faire diagnostiquer psychiatriquement des citoyens qui n'ont besoin ni de contrainte psychiatrique ni de traitement psychiatrique. Des psychiatres ont été impliqués dans des violations des droits de l'homme dans des États du monde entier lorsque les définitions des maladies mentales ont été élargies pour inclure la désobéissance politique. Comme l'ont longtemps soutenu les universitaires, les institutions gouvernementales et médicales codent les menaces à l'autorité comme des maladies mentales lors de troubles politiques. Aujourd'hui, dans de nombreux pays, les prisonniers politiques sont parfois confinés et maltraités dans des hôpitaux psychiatriques,.
La psychiatrie a été considérée comme disposant d'une capacité inhérente d'abus plus grande que dans d'autres domaines de la médecine. Le diagnostic d'une maladie mentale pourrait permettre à l'État de retenir les personnes contre leur volonté et d'insister sur la thérapie dans leur intérêt et dans l'intérêt général de la société. La psychiatrie pourrait être utilisée pour contourner les procédures légales standard pour établir la culpabilité ou l'innocence et permettre l'incarcération politique sans l'odium ordinaire qui s'attache à de tels procès politiques. L'utilisation d'hôpitaux au lieu de prisons pourrait aussi empêcher les victimes de bénéficier d'une aide juridique devant les tribunaux dans certains pays, rendant possible une incarcération pour une durée indéterminée et discréditant les individus et leurs idées. Ainsi, lorsque des procès ouverts ne sont pas souhaitables, ils sont évités.

## Usages
La psychiatrie a été utilisée de manière punitive dans les situations suivantes :
- répression religieuse par le régime[12] ;
- hospitalisation forcée des dissidents[12] ;
- administrations de psychotropes dans des centres de détention pour immigrés[12] ;
- participation à des interrogatoires coercitifs dans des prisons militaires[12].

## Histoire
L'abus politique du pouvoir confié aux médecins, et en particulier aux psychiatres, a une longue et abondante histoire, par exemple pendant l'ère nazie et la domination soviétique, lorsque les dissidents religieux et politiques étaient étiquetés comme malades mentaux et soumis à des traitements inhumains,. Dans la période des années 1960 à 1986, l'abus de la psychiatrie à des fins politiques et idéologiques a été signalé comme étant systématique en Union soviétique, et occasionnellement dans d'autres pays d'Europe de l'Est comme la Roumanie communiste, la Hongrie, la Tchécoslovaquie et la Yougoslavie socialiste,. La pratique de l'incarcération des dissidents religieux et politiques dans les hôpitaux psychiatriques du bloc de l'Est et de l'ex-URSS a porté atteinte à la crédibilité de la pratique psychiatrique dans ces États et a entraîné une forte condamnation de la part de la communauté internationale. L'abus politique de la psychiatrie a également lieu en République populaire de Chine. Les diagnostics psychiatriques tels que le diagnostic de schizophrénie lente chez les dissidents politiques en URSS ont été utilisés à des fins politiques.

## Législation
La déclaration de Madrid en 1996 a constitué la tentative la plus récente d'éliminer ces pratiques par la recherche d'une base éthique.

## Par pays

### URSS et ex-URSS

#### Résurgence de la psychiatrie punitive en ex-URSS et emploi à l'encontre des Tatars de Crimée
Au cours de la dernière décennie, en particulier depuis le déclenchement de la guerre en Ukraine en 2014, l'utilisation politique de la psychiatrie dans l'ancienne Union soviétique a augmenté.
En Crimée, la psychiatrie aurait été utilisée dans les procès criminels frauduleux des militants Tatars de Crimée pour punir et intimider.

### Chine

#### Médicalisation d'adeptes du Qi gong
La forme populaire de guérison appelée Qi gong, basée sur des exercices de respiration méditative, a connu une énorme popularité en Chine à la fin du XXe siècle (voir Fièvre du Qigong). L'émergence de nouveaux états psychologiques considérés comme déviants a conduit l'État chinois à médicaliser certaines formes tout en défendant des versions scientifiques du Qigong. Par contraste, le Qigong continue à être promu en dehors de la Chine en tant que pratique de guérison traditionnelle (voir Médecine traditionnelle chinoise).

#### Psychiatrisation de minorités religieuses
Robin Munro, l’ancien directeur de bureau de Human Rights Watch à Hong Kong et actuellement directeur adjoint du China Labour Bulletin, a attiré l'attention internationale sur les abus de la psychiatrie médico-légale en Chine en général, et sur des pratiquants de Falun Gong en particulier. En 2001, M. Munro a mentionné que les psychiatres médico-légaux en Chine étaient actifs depuis l'époque de Mao Zedong, et qu’ils étaient impliqués dans des abus systématiques de la psychiatrie à des fins politiques,. Selon lui, les abus psychiatriques à grande échelle constituent l’aspect le plus distinctif de la campagne du gouvernement visant à « écraser le Falun Gong ». Il relève une augmentation très importante du nombre d'admissions de pratiquants de Falun Gong dans les hôpitaux psychiatriques depuis le début de la campagne de persécution.
Robin Munro a affirmé que les pratiquants de Falun Gong détenus étaient torturés et soumis aux traitements par électrochocs, des formes douloureuses de traitement d’acupuncture électrique, la privation prolongée de lumière, de nourriture et d'eau, et l'accès limité aux toilettes afin d’arracher de force leurs « aveux » ou des « renoncements » comme condition à la libération. Des amendes de plusieurs milliers de yuans peuvent suivre. Sunny Lu et Viviana Galli écrivent que des doses de médicaments jusqu'à cinq ou six fois le niveau habituel sont administrés par sonde naso-gastrique comme une forme de torture, et que la torture physique est aussi fréquente, par exemple la victime est étroitement attachée avec des cordes dans des positions très douloureuses. De tels traitements peuvent provoquer empoisonnement, migraine, extrême faiblesse, protrusion de la langue, paralysie, perte de conscience, vomissement, nausée, convulsion et perte de mémoire.

#### Autres types de «déviances»
Des critères spécifiques décrivant les différents types et catégories de délinquants souffrant de troubles mentaux qui doivent être admis d'office à Ankang peuvent être trouvés dans plusieurs sources publiées en Chine. Ces critères varient légèrement d'une source à l'autre, mais la version la plus complète et la plus exhaustive figure dans une encyclopédie officielle du travail de la police publiée en 1990. L'encyclopédie commence par expliquer les trois principaux types de personnes qui doivent être placées en détention psychiatrique par la police.
Les premiers sont ceux que l'on appelle communément les « maniaques romantiques » [hua fengzi], qui errent dans les rues, s'emparent de la nourriture et de la boisson des autres, s'exposent nus, ou ont l'air mal tenus et débraillés, et ont donc un effet négatif sur la bienséance sociale.
Les seconds sont ceux que l'on appelle communément les « maniaques politiques » [zhengzhi fengzi], qui crient des slogans réactionnaires, écrivent des banderoles et des lettres réactionnaires, prononcent des discours antigouvernementaux en public et expriment des opinions sur des affaires intérieures et internationales importantes.
Les troisièmes sont les « maniaques agressifs » [wu fengzi], qui battent et insultent les gens, poursuivent les femmes, les personnes âgées et les enfants, détruisent les biens publics, commettent des meurtres ou des incendies criminels, ou mettent en danger la vie des gens et la sécurité des biens.
Une autre catégorie importante de personnes susceptibles d'être envoyées dans les installations d'Ankang est celle des personnes qui développent des « psychoses carcérales » de diverses sortes pendant leur détention dans les prisons ordinaires. Un sous-groupe important de ces malades serait celui des condamnés à mort en attente d'exécution ; si le stress et l'anxiété d'une exécution imminente les conduisent à devenir mentalement malades, ils sont considérés comme « incapables de subir une punition » et sont alors placés en détention à Ankang pour y être traités jusqu'à ce qu'ils deviennent suffisamment sains d'esprit pour être exécutés. De plus, les prisonniers qui font des grèves de la faim en prison sont souvent considérés comme souffrant d'un sous-type de cette maladie particulière et sont donc également envoyés dans les centres d'Ankang pour un traitement psychiatrique. 

### États-Unis

#### Psychiatrisation des mouvements de protestation politique sur des bases raciales
L'histoire des États-Unis est parsemée d'exemples de l'application de diagnostics psychiatriques pour renforcer les relations de pouvoir dans la société. Dès 1851, le médecin américain Samuel A. Cartwright a émis l'hypothèse que la cause de la fuite des esclaves africains en captivité était une maladie mentale appelée drapétomanie. Comme « remède » à cette "maladie", Cartwright a prescrit l'ablation des deux gros orteils, rendant la course impossible physiquement.
Au temps de la lutte pour les droits civiques, le pasteur et activiste afro-américain Clennon Washington King Jr. a essayé en vain de s'inscrire à l'Université du Mississippi, entièrement blanche, pour un cours d'été de troisième cycle en 1958. La police du Mississippi a arrêté et confiné King dans un hôpital psychiatrique pendant douze jours au motif que « tout n***e qui a essayé d'entrer à Ole Miss doit être fou ».
En 1968, une nouvelle version du Manuel diagnostique et statistique des troubles mentaux (DSM-II) de l'Association américaine de psychiatrie comportait une forte redéfinition de la schizophrénie pour inclure une nouvelle terminologie, notamment les termes « projection », « colère projetée », « colère » et « hostilité » - termes souvent utilisés pour décrire les actions des manifestants et des militants des droits civils. Dans son livre publié en 2010, The Protest Psychosis: How Schizophrenia Became a Black Disease, le psychiatre et critique culturel Jonathan Metzl montre comment ces révisions ont établi un lien fort entre les Afro-Américains et la schizophrénie que, dans les années 1970, on pouvait facilement le voir dans les publicités pour les médicaments antipsychotiques qui présentaient des images africaines et des représentations d'hommes noirs « belligérants » en milieu urbain avec les poings serrés du Black Power.
Il existe de nombreux exemples historiques de dirigeants afro-américains dont l'état de santé mentale a été remis en question par ceux qui souhaitent brandir des diagnostics psychiatriques pour discréditer leurs appels à la réforme de la société. Selon des documents déclassifiés, le FBI a diagnostiqué chez Malcolm X une « schizophrénie paranoïaque prépsychotique » et a mis en évidence ses « complots » visant à renverser le gouvernement. Les commentateurs ont noté que même si des personnalités comme Malcolm X présentaient des symptômes de paranoïa, l'histoire montre que le gouvernement a vraiment réalisé son profilage et mis son téléphone sur écoute.

#### Criminalisation progressive de la maladie mentale dans le discours politique et conséquences sur les diagnostics psychiatriques
Ce n'est que dans les années 1960 et 1970 que la société américaine a commencé à associer la schizophrénie à la violence et aux armes. Les journaux psychiatriques ont soudain décrit des patients dont la maladie était marquée par la criminalité et l'agression. Les listes des plus recherchés du Federal Bureau of Investigation (FBI) dans les principaux journaux décrivaient des « tueurs schizophrènes » armés en liberté. De même, les films hollywoodiens montraient des schizophrènes en colère qui se révoltaient et attaquaient.
L'analyse historique suggère que cette transformation a résulté, non pas d'actions de plus en plus violentes perpétuées par les « malades mentaux », mais de changements de cadre diagnostique qui ont incorporé le comportement violent dans les définitions psychiatriques officielles de la maladie mentale. Avant les années 1960, le discours psychiatrique officiel définissait la schizophrénie comme une « réaction » psychologique à un dédoublement des fonctions de base de la personnalité. Les descripteurs mettaient l'accent sur la nature généralement calme de ces personnes de manière à encourager les associations avec les poètes ou les femmes au foyer de la classe moyenne. Mais en 1968, la deuxième édition du Manuel diagnostique et statistique des troubles mentaux (DSM) a remanié la schizophrénie paranoïde pour en faire une condition d'« hostilité », d'« agression » et de colère projetée, et a inclus un texte expliquant que « l'attitude du patient est souvent hostile et agressive, et son comportement tend à être conforme à ses illusions ».
Une histoire quelque peu similaire peut être racontée sur le syndrome de stress post-traumatique (SSPT), une autre maladie fréquemment associée à la violence armée. Du milieu du XIXe siècle à la Seconde Guerre mondiale, les chefs militaires et les médecins ont supposé que le stress lié au combat affectait les soldats névrosés ou lâches. Au lendemain de la guerre du Vietnam, le DSM-III a refondu le SSPT en une réaction normale de l'esprit aux événements exceptionnels. Pourtant, alors même que l'image du soldat traumatisé évoluait, passant de celle du malade et du lâche à celle de la victime compatissante, le SSPT a été de plus en plus associé à un comportement violent dans l'imaginaire collectif, et le stéréotype du « vétéran fou » en a résulté. Aujourd'hui, même les reportages qui attirent l'attention sur la souffrance des vétérans font souvent valoir leur point de vue en établissant un lien entre le stress post-traumatique et la criminalité violente, malgré le manque de données établissant un lien entre le diagnostic de SSPT et la criminalité.
De telles évolutions ont non seulement imprégné les malades mentaux d'un potentiel de violence imaginaire, mais elles ont également encouragé les psychiatres et le grand public à définir les actes violents comme étant symptomatiques d'une maladie mentale. Comme le suggère la section suivante, l'évolution diagnostique de la schizophrénie a en outre positionné le discours psychiatrique comme faisant autorité, non seulement sur les « conditions » cliniques liant les armes à la maladie mentale, mais aussi sur les situations politiques, sociales et raciales.

#### Élaboration d'une rhétorique sur la «folie» au sujet de la problématique du port d'armes, question des fusillades de masse
Une étude cosignée par Jonathan Metzl en 2015 au sujet des fusillades de masse montre qu'en plaçant les psychopathologies des agresseurs individuels au centre des opinions et de la législation, il est plus difficile pour les États-Unis d'aborder la question de savoir comment les fusillades de masse reflètent des psychologies de groupe en plus des psychologies individuelles. Les États-Unis vivent à une époque qui a vu une prolifération importante des crimes liés aux armes à feu, et les données citées montrent que de nombreuses victimes d'armes à feu sont exposées à la violence de manière accidentelle, fortuite, relationnelle ou environnementale. Pourtant, cette expansion est allée de pair avec un rétrécissement de la rhétorique par laquelle la culture américaine parle du rôle des armes à feu et des fusillades. La folie devient le seul domaine politiquement sain pour discuter du contrôle des armes à feu.
De ce fait, les notions de maladie mentale qui émergent en relation avec les fusillades de masse reflètent souvent des stéréotypes culturels plus larges et des angoisses sur des questions telles que la race, l'ethnicité, la classe sociale et la politique. Ces questions deviennent obscures lorsque les fusillades de masse viennent remplacer tous les crimes commis avec des armes à feu et lorsque le terme « malade mental » cesse d'être une désignation médicale et devient un signe de menace violente.
Par exemple, les médias américains ont diagnostiqué la schizophrénie du tireur Adam Lanza dans les jours qui ont suivi la tragique fusillade à l'école primaire Sandy Hook de Newtown, dans le Connecticut, en décembre 2012. « Adam Lanza était-il un schizophrène non diagnostiqué ? » a demandé Psychology Today. « Les actes de massacre de Lanza ... suggèrent fortement une schizophrénie non diagnostiquée » a ajouté le New York Times. La commentatrice conservatrice Ann Coulter a proclamé de façon provocante que « les armes à feu ne tuent pas les gens - ce sont les malades mentaux qui le font ».
Des thèmes similaires ont également imprégné les réponses politiques. Lors d'une conférence de presse controversée, le président de la National Rifle Association of America, Wayne LaPierre, a accusé les « tueurs délirants » de violence aux États-Unis, tout en demandant un « registre national » des personnes atteintes de maladies mentales. Entre-temps, dans les mois qui ont suivi la fusillade, un certain nombre d'États ont adopté des projets de loi obligeant les professionnels de la santé mentale à signaler les « patients dangereux » aux autorités locales, qui seraient alors autorisées à confisquer toute arme à feu que ces personnes pourraient posséder. « Les personnes qui ont des problèmes de santé mentale ne devraient pas avoir d'armes à feu », a déclaré le gouverneur de New York Andrew Cuomo aux journalistes après l'adoption d'une telle loi par le Sénat de New York. « Ils pourraient se blesser, ils pourraient blesser d'autres personnes ».

### Allemagne
En 1936, l'assassinat des « inaptes physiques et sociaux » est devenu une pratique acceptée dans l'Allemagne nazie : Les psychiatres ont contribué à la mise en place d'un système permettant d'identifier, de notifier, de transporter et de tuer des centaines de milliers de personnes « racialement et cognitivement compromises » et de malades mentaux dans des environnements allant des hôpitaux psychiatriques centralisés aux prisons et aux camps de la mort. Les psychiatres ont joué un rôle central et prépondérant dans la stérilisation et l'euthanasie, qui constituent deux catégories de crimes contre l'humanité. Le prélèvement de milliers de cerveaux sur des victimes d'euthanasie a démontré le lien entre la recherche médicale et les meurtres psychiatriques,. L'Allemagne a géré six centres d'extermination psychiatrique : Bernburg, Brandenburg, Grafeneck, Hadamar, Hartheim et Sonnenstein. Ils ont joué un rôle crucial dans les développements qui ont conduit à l'Holocauste.
De nombreux psychiatres allemands ont collaboré avec les nazis dès le début, notamment en appliquant la loi de 1933 pour la prévention des maladies héréditaires, qui exigeait la stérilisation des personnes atteintes de nombreuses maladies, dont la schizophrénie, la maniaco-dépression (trouble bipolaire) et l'alcoolisme.

### Inde
Il a été rapporté en juin 2012 que le gouvernement indien a approché NIMHANS, un établissement de santé mentale bien connu dans le sud de l'Inde, pour l'aider à réprimer les protestations anti-nucléaires concernant la construction de la centrale nucléaire de Kudankulam. Le gouvernement était en pourparlers avec des représentants de NIMHANS pour mettre au point un plan visant à envoyer des psychiatres à Kudankulam, pour conseiller les manifestants opposés à la construction de la centrale. Pour ce faire, NIMHANS a mis sur pied une équipe de 6 membres, tous issus du département de psychiatrie sociale. Les psychiatres ont été envoyés pour « jeter un coup d'oeil dans l'esprit des manifestants » et les aider à comprendre l'importance de l'usine,,,,.

### Roumanie
En Roumanie, il y a eu des allégations de certains cas particuliers d'abus psychiatriques pendant plus d'une décennie. En plus de cas particuliers, il y a des preuves que des hôpitaux psychiatriques ont été utilisés comme centres de détention de courte durée. Par exemple, avant les « Olympiades » internationales de sports universitaires de 1982, plus de 600 dissidents étaient détenus et gardés hors de la vue du public dans les hôpitaux psychiatriques.
Comme en Union soviétique, à la veille des fêtes communistes, les « fauteurs de troubles » potentiels étaient envoyés dans les hôpitaux psychiatriques par bus entiers et sortaient de l'hôpital une fois les vacances terminées.
La République populaire de Roumanie s'en tenait à une doctrine d'athéisme d'État.
De nombreux chrétiens, y compris ceux de l'Église baptiste et de la branche de l'Armée du Seigneur de l'Église orthodoxe, accusés de tenir des manifestations religieuses « non-officielles » ont été contraints d'entrer dans des hôpitaux psychiatriques où ils sont morts.

### France
Plusieurs ouvrages écrits par des psychiatres sont sortis au sujet du « génocide des malades mentaux » sous le régime de Vichy, parfois nommé « extermination douce ».

## Psychiatrisation des orientations sexuelles et identités de genre
Dans certaines pays comme l'Iran ou les États-Unis, les personnes LGBT, considérées comme atteintes de maladie mentale, peuvent ou ont pu être soumises à des hospitalisations sans consentement, des thérapies de réhabilitation sociale ou de conversion, ainsi que des injections de médicaments psychiatriques ou des séances d'électrochocs forcés, ou encore la lobotomie.